# ヌカスゲ
ヌカスゲ Carex mitrata var. mitrata はカヤツリグサ科スゲ属の植物の1つ。小型のスゲで、アオスゲなどに似るが雄小穂が細長くて突き出している。変種にノゲヌカスゲがあり、こちらの方が身近に多く見られる。

## 特徴
小柄な多年生の草本。草丈は10-30cmほどでまとまって生える。匍匐茎は出さない。基部の鞘は褐色で光沢があり、丈が高くて根出葉の基部を長く包んでいる。葉は幅が1～2mmで、多少ざらつきがある。
花期は4～5月で、春咲きの他のスゲ属のものよりやや早咲きである。花茎は高さ10～30cm。小穂は3～4個が花茎の先端近くに互いに近い距離でついており、頂小穂は雄性で、側小穂は雌性となっている。ただし時に最下の雌小穂が地際近くに出る。花序の方は短い鞘があり、葉身の部分は短くて針状となっている。頂生の雄小穂は糸状をしていて長さ1～1.5cmになり、短い柄がある。雄花鱗片は半透明で淡い褐色をしており、その先端は丸くなっている。側生の雌小穂は柱状で長さは1～1.5cm、短い柄がある。雌花鱗片は果胞より短くて倒卵形をしており、緑白色で先端は鈍く尖る形。果胞は楕円形で長さ2.5～2.8mm、幅0.6～0.8mm、量の間に8～10本の脈があり、表面は毛がないか、または僅かに短い毛がある。先端は次第に狭まって短い嘴に続き、その部分は僅かながら外側に反り返る。口部は切り取ったような形となっている。痩果は果胞に密着して包まれており、楕円形で長さは1.5mm、先端部には小さな盤状の付属体があり、柱頭は3つに裂ける。
和名は細かい果実(果胞のことかも)を糠に例えたものとのことだが、近縁や類似の小型スゲ類と比べて特に果実(果胞も)が小さいわけではない。

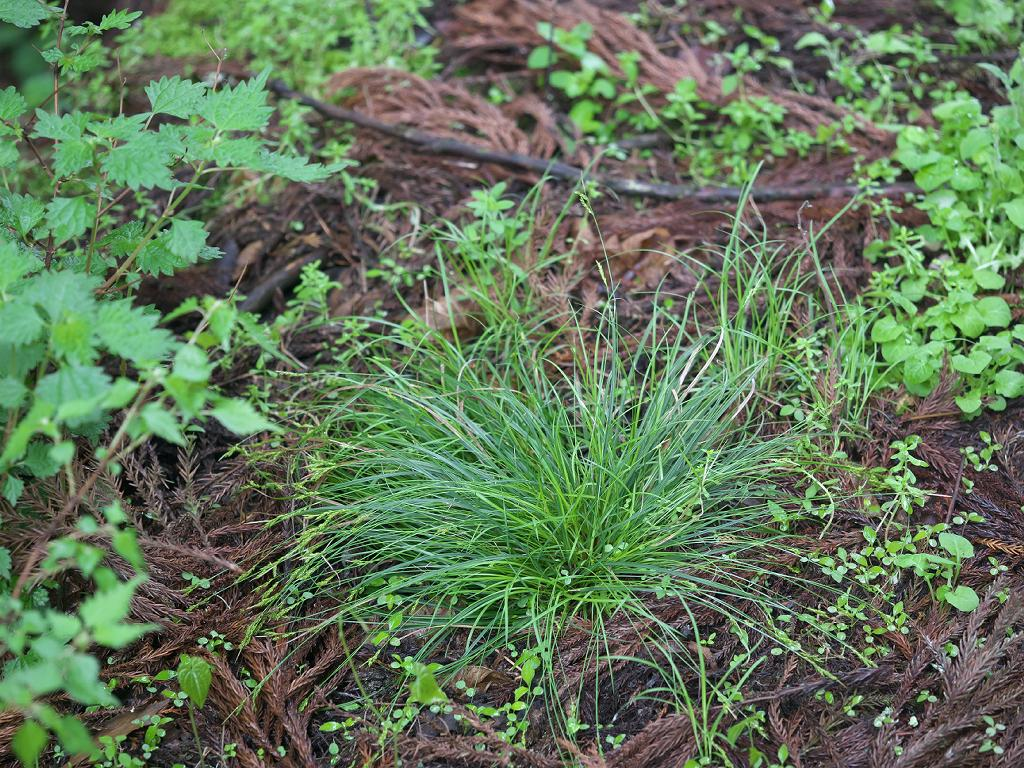
よく育った株
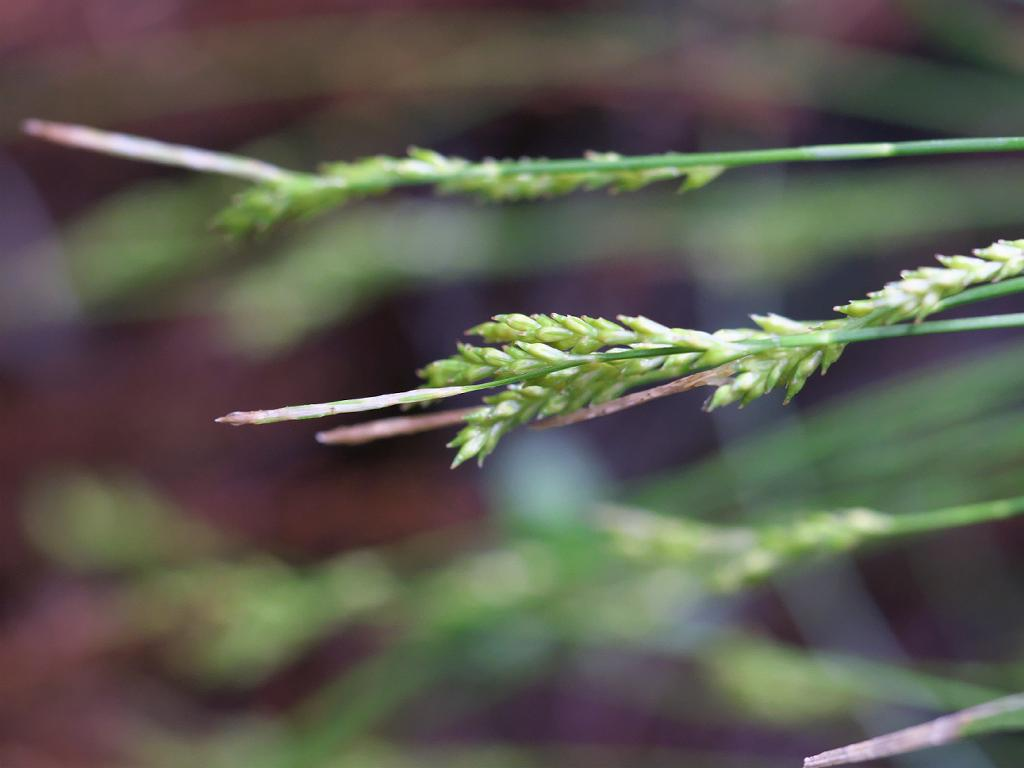
花序の先端部分
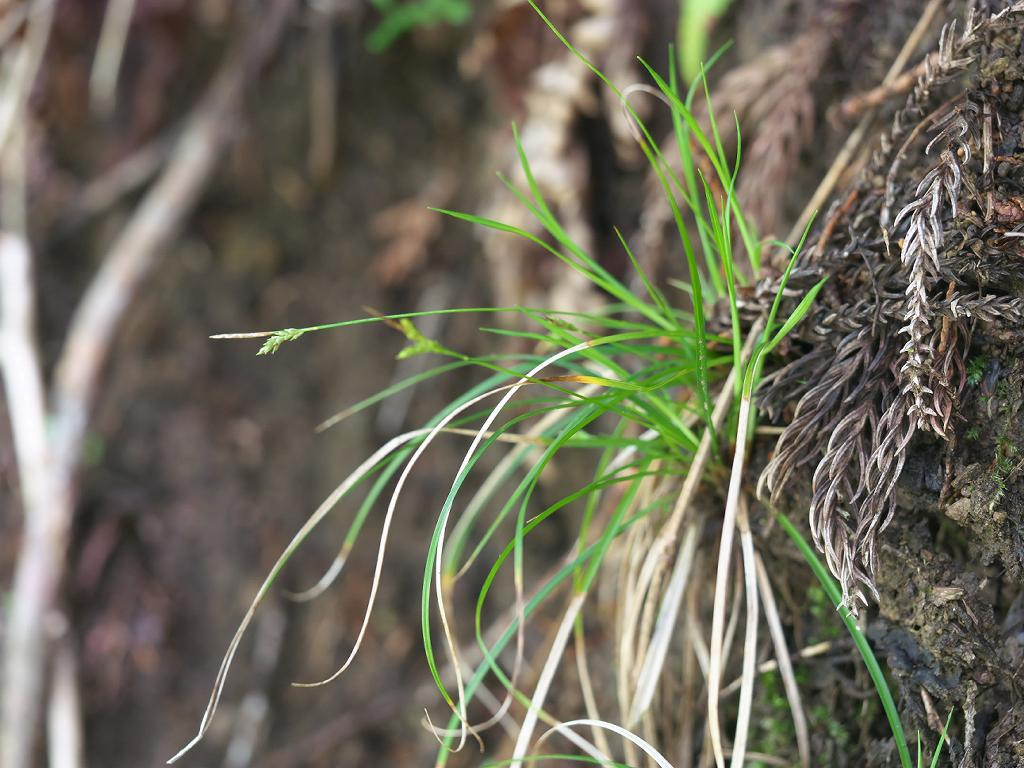
いじけて育った株
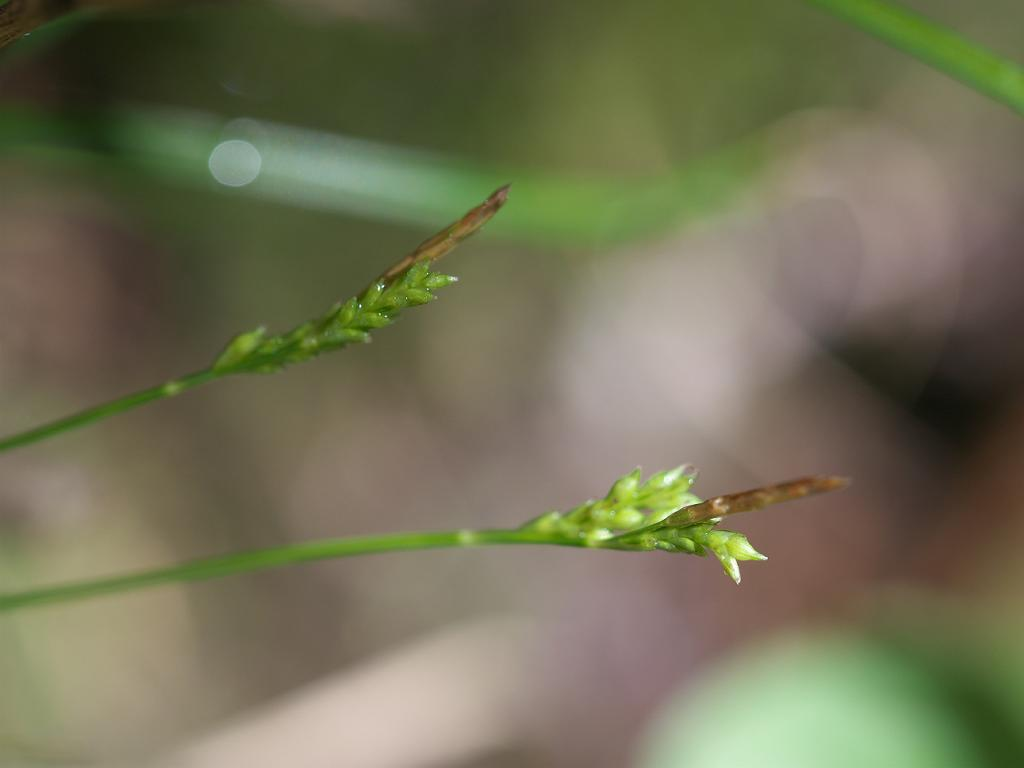
小柄な株の花序

## 分布と生育環境
日本では本州の福島県以南、四国、九州、対馬から知られ、国外では朝鮮南部と中国から報告がある。ただし本種の場合、他のスゲ属より開花期が早く、また果実が熟すると果胞が脱落しやすく、そのために採集記録が少なくなっている可能性が考えられると言われ、それを勘案しての再調査が必用では、との声もある。
草地や明るい落葉広葉樹林内に生育する。林床や路傍、特にやや乾燥した路傍に見られる。いずれにしても後述する変種であるノゲヌカスゲの方が普通に見られ、基亜種であるこちらは比較的希である。

## 分類、類似種など
本種は頂小穂が雄性、側小穂が雌性、苞には鞘があり、果胞は小型で痩果の先端に盤状の付属体がある、といった特徴から勝山(2015)はヌカスゲ節 sect. Mitrataeに含めている。この節には日本に70種以上があるが、全体に小柄で小穂は花茎の先端近くに集まり、果実の先端の付属体は小さくて盤状、といった特徴のものは広義のアオスゲ C. leucochlora、モエギスゲ C. tristachya、シバスゲ C. nervata、クサスゲ C. rugata などとなる。その中での本種の特徴は雄小穂が細くて糸状をしていて緑白色、果胞にはほとんど毛がなく、茎の基部の鞘が褐色で長いことが挙げられる。雄小穂が糸状に細長いものとしては他にモエギスゲがあるが、この種は雌小穂も棒状で細長く、また雄小穂の鱗片が軸に巻き付くようになっているのがわかりやすい特徴となっている。勝山(2015)は本種に似たものとしてアオスゲ、メアオスゲ C. candolleana を挙げており、区別点として基部の鞘が大きくて目立つこと、果胞がより細いことを挙げている。星野他(2011)はアオスゲ類、特にイトアオスゲ C. puberula を似たものとしてあげており、区別点としては雄小穂が細くて長いこと、鞘が立ち上がることを挙げている。

### 種内変異
本種の変種とされているものにノゲヌカスゲ var. aristata がある。個々の部分は似ているが雌花鱗片に芒があること、花序の苞の葉身部が葉状に発達する点が挙げられるが、花序では雄小穂が短くて雌小穂の間に隠れるほどであるのが目を引く特徴になっており、基本変種とは見た目がかなり異なる。またこの種の方が路傍などで見かけることが多い。なお、この変種の方が一般的には身近によく見られるので、別項を立てるので参照されたい。

## 保護の状況
環境省のレッドデータブックでは取り上げられていないが、府県別では長野県、岐阜県、山口県で絶滅危惧I類、福島県、埼玉県で絶滅危惧II類、千葉県と京都府で準絶滅危惧、鹿児島県でその他の指定があり、また滋賀県では情報不足とされている。京都府では採集記録が少ないことをあげ、また見た目が目立たないことから『希少種と気付かれぬまま諸開発の犠牲となりやすい』としており、調査時の配慮が必用、とされている。福島県では2市でのみ知られ、それらの生育地でも遷移の進行などで生育環境が悪化している、としている。